# Horysznie
Horysznie – część wsi Wielkie Oczy w Polsce, położona w województwie podkarpackim, w powiecie lubaczowskim, w gminie Wielkie Oczy.
W latach 1975–1998 Horysznie należały administracyjnie do województwa przemyskiego.